# こうのとり5号機
こうのとり5号機（こうのとり5ごうき、HTV5）は、5番目の宇宙ステーション補給機。2015年8月19日にH-IIBロケット5号機で打ち上げられた。当初、打ち上げ予定日は、2015年8月16日（日本標準時）であったが、天候の悪化が予想されることから翌日の8月17日、更に19日（いずれも日本標準時）へ変更された。

## 特徴
日本の宇宙ステーション補給機の5号機であり、シリーズの同型機である。こうのとり4号機に続く、4機目の運用機。
こうのとり4号機（HTV4）からの主な変更点。
- 物資搭載方法の効率化による船内物資の補給能力増強（物資輸送用バッグ（CTB）換算数で230個→242個）
米ドラゴン7号機の打ち上げ失敗により、NASAの依頼で水再生システム用機材を急遽追加搭載する必要が生じたための改良。これに伴い、与圧部の底のスペースに搭載可能な新たなHTV補給ラック（HRR）として「HRR Type-D」を開発した[6]。
- 宇宙環境観測装置の設置（4号機に設置された機器の発展型センサ）

## 物資
こうのとり5号機は、補給キャリアの与圧部に約4.5トン、非与圧部に約1トン、合計で約5.5トンの物資をISSに運ぶ。

### 与圧部
- 小動物飼育装置（MHU）
- 静電浮遊炉（ELF）
- 多目的実験ラック2
- 簡易曝露実験装置（ExHAM）2号機
- きぼうから放出する超小型衛星CubeSat 18機
  - SERPENS（ブラジル）、S-CUBE（日本・千葉工業大学）、Flock-2b 14機（アメリカ）GOMX-3（デンマーク）、AAUSAT5（同左）
- 各種実験試料
- 水再生システム用ポンプ/フィルタ
- ギャレーラック
- 船外活動（EVA）用の宇宙服用高圧ガス推進装置
- 船外実験プラットフォーム配電箱（EF-PDB）
- 食料
- 飲料水
- 宇宙飛行士の生活用品等
  - ISSからのビデオメッセージでラグビーワールドカップの日本代表応援のため、油井亀美也が着用したジャージーのレプリカも、日本ラグビー協会の依頼で搭載され、ISSに送られた。[8]

### 非与圧部
- 高エネルギー電子・ガンマ線観測装置（CALET）

## 運用
- 2015年8月19日20時50分49秒（JST） - H-IIBロケット5号機（H-IIB・F5）を種子島宇宙センターから打ち上げ[1]。その後、約14分54秒後にロケットより正常に分離[1]。
- 2015年8月24日19時29分（JST） - ISSロボットアームにより把持[9]。第44次長期滞在でISSに滞在中の油井亀美也飛行士によるオペレーションで行われた。
- 2015年8月25日2時28分（JST） - ISSとの結合を完了[9]。
- 2015年9月29日1時53分（JST） - ISSからの分離完了[10]。
- 2015年9月30日5時33分頃（JST） - 大気圏への再突入（推定）[11]。
- 2015年9月30日5時47分～6時13分頃（JST） - 着水（推定）[11]。